# Borhane Alaouié
Borhane Alaouié (ur. 1 kwietnia 1941 w Arwoun, zm. 9 września 2021) – libański reżyser filmowy.

## Życiorys
Jako reżyser pracował od 1975. Jego film Beyroutou el lika (1981) zaprezentowano w konkursie głównym na 32. MFF w Berlinie.

## Filmografia

### Reżyser
- Kafr kasem (1975)
- Il ne suffit pas que dieu soit avec les pauvres (1978)
- Beyroutou el lika (1981)
- A Letter from a Time of War (1985)
- Lettre d'un temps d'exil (1990)
- Assouan, le haut barrage (1992)
- The Gulf War... What Next? (1993)
- A toi où que tu sois (1999)
- Khalass (2007)
- Mazen wal namla (2008)